# Tremarctinae
Tremarctinae – podrodzina ssaków z rodziny niedźwiedziowatych (Ursidae). 

## Zasięg występowania
Podrodzina obejmuje jeden żyjący współcześnie gatunek występujący w Ameryce Południowej.  

## Podział systematyczny
Do podrodziny należy jeden występujący współcześnie rodzaj:  
- Tremarctos P. Gervais, 1855 – andoniedźwiedź – jedynym występującym współcześnie przedstawicielem jest Tremarctos ornatus (F. Cuvier, 1825) – andoniedźwiedź okularowy

Opisano również rodzaje wymarłe:
- Arctodus Leidy, 1854[10]
- Arctotherium Bravard, 1857[11]
- Plionarctos Frick, 1926[12]